# Championnat du Ghana féminin de football 2021-2022
Navigation
Édition précédente Édition suivante
La saison 2021-2022 du championnat du Ghana féminin de football est la neuvième saison du championnat. Les Hasaacas Ladies remettent leur titre en jeu après avoir battu les Ampem Darkoa Ladies 4-0 en finale lors de la saison précédente.

## Participants
| \| Accra: Army Ladies Berry Ladies Faith Ladies Immigration Ladies Police Ladies Prison Ladies Kumasi: Ashtown Ladies Dreamz Ladies Fabulous Ladies Kumasi Sports Supreme Ladies Thunder Queens Tamale: Northern Ladies Pearl Pia Ladies Savannah Ladies Ampem Darkoa Accra Kumasi Hasaacas Ladies Lady Strikers Tamale Soccer Intellectuals Sea Lions \| Localisation des clubs engagés dans le championnat. |
| Accra: Army Ladies Berry Ladies Faith Ladies Immigration Ladies Police Ladies Prison Ladies Kumasi: Ashtown Ladies Dreamz Ladies Fabulous Ladies Kumasi Sports Supreme Ladies Thunder Queens Tamale: Northern Ladies Pearl Pia Ladies Savannah Ladies Ampem Darkoa Accra Kumasi Hasaacas Ladies Lady Strikers Tamale Soccer Intellectuals Sea Lions                                                           |

Le championnat passe de 16 à 20 équipes avec la promotion des Faith Ladies, des Army Ladies, des Savannah Ladies et des Dreamz Ladies.
| Nom du club                | Ville      | Zone | Palmarès                         |
| -------------------------- | ---------- | ---- | -------------------------------- |
| Ampem Darkoa Ladies FC     | Techiman   | Nord | 2 (2016, 2017)                   |
| Army Ladies FC             | Accra      | Sud  |                                  |
| Ashtown Ladies FC (en)     | Kumasi     | Nord |                                  |
| Berry Ladies FC (en)       | Accra      | Sud  |                                  |
| Dreamz Ladies FC           | Kumasi     | Nord |                                  |
| Faith Ladies FC            | Accra      | Sud  |                                  |
| Fabulous Ladies FC (en)    | Kumasi     | Nord |                                  |
| Hasaacas Ladies FC         | Sekondi    | Sud  | 5 (2013, 2014, 2015, 2019, 2021) |
| Immigration Ladies         | Accra      | Sud  |                                  |
| Kumasi Sports Academy (en) | Kumasi     | Nord |                                  |
| Lady Strikers FC (en)      | Cape Coast | Sud  |                                  |
| Northern Ladies FC (en)    | Tamale     | Nord |                                  |
| Pearl Pia Ladies FC        | Tamale     | Nord |                                  |
| Police Ladies FC           | Accra      | Sud  |                                  |
| Prison Ladies FC           | Accra      | Nord |                                  |
| Savannah Ladies FC         | Tamale     | Nord |                                  |
| Soccer Intellectuals (en)  | Winneba    | Sud  |                                  |
| Sea Lions FC               | Elmina     | Sud  |                                  |
| Supreme Ladies FC (en)     | Kumasi     | Nord |                                  |
| Thunder Queens FC          | Kumasi     | Sud  |                                  |

## Compétition
Le championnat se dispute en deux poules de 10 équipes, disputées en matches aller-retour. Les premiers des deux poules s'affrontent ensuite en finale. Le vainqueur se qualifie pour le tournoi de qualification de la zone UFOA-B pour la Ligue des champions de la CAF.

### Phase de poules
| Rang | Équipe                     | Pts | J  | G  | N | P  | Bp | Bc | Diff |
| ---- | -------------------------- | --- | -- | -- | - | -- | -- | -- | ---- |
| 1    | Ampem Darkoa Ladies        | 39  | 18 | 12 | 3 | 3  | 45 | 10 | +35  |
| 2    | Pearl Pia Ladies           | 36  | 18 | 10 | 6 | 2  | 34 | 18 | +16  |
| 3    | Dreamz Ladies              | 33  | 18 | 10 | 3 | 5  | 29 | 19 | +10  |
| 4    | Fabulous Ladies (en)       | 31  | 18 | 9  | 4 | 5  | 29 | 25 | +4   |
| 5    | Ash-Town Ladies (en)       | 28  | 18 | 8  | 4 | 6  | 28 | 26 | +2   |
| 6    | Prisons Ladies             | 24  | 18 | 7  | 3 | 8  | 24 | 25 | -1   |
| 7    | Supreme Ladies (en)        | 19  | 18 | 5  | 4 | 9  | 25 | 41 | -16  |
| 8    | Kumasi Sports Academy (en) | 18  | 18 | 4  | 6 | 8  | 18 | 30 | -12  |
| 9    | Northern Ladies (en)       | 12  | 18 | 1  | 9 | 8  | 17 | 22 | -5   |
| 10   | FC Savannah                | 7   | 18 | 1  | 4 | 13 | 16 | 49 | -33  |

| Rang | Équipe                    | Pts | J  | G  | N | P  | Bp | Bc | Diff |
| ---- | ------------------------- | --- | -- | -- | - | -- | -- | -- | ---- |
| 1    | Hasaacas Ladies           | 46  | 18 | 14 | 4 | 0  | 36 | 10 | +26  |
| 2    | Faith Ladies              | 31  | 18 | 9  | 4 | 5  | 32 | 20 | +12  |
| 3    | Police Ladies             | 30  | 18 | 8  | 6 | 4  | 22 | 16 | +6   |
| 4    | Ladystrikers FC (en)      | 27  | 17 | 9  | 0 | 8  | 33 | 23 | +10  |
| 5    | Army Ladies               | 26  | 20 | 8  | 2 | 8  | 21 | 28 | -7   |
| 6    | Thunder Queens FC         | 25  | 18 | 6  | 7 | 5  | 22 | 22 | 0    |
| 7    | Berry Ladies (en)         | 21  | 17 | 4  | 9 | 4  | 17 | 19 | -2   |
| 8    | Soccer Intellectuals (en) | 17  | 18 | 4  | 5 | 9  | 15 | 25 | -10  |
| 9    | Sea Lions FC              | 12  | 18 | 2  | 6 | 10 | 9  | 22 | -13  |
| 10   | Immigration Ladies        | 8   | 18 | 1  | 5 | 12 | 13 | 35 | -22  |

### Finale
| Finale      | Ampem Darkoa Ladies FC    | 1 – 1                 | Hasaacas Ladies FC        | Accra Sports Stadium |  |
| 28 mai 2022 | Success Ameyaa 19e (pen.) | (1 - 1, 1 - 1, 1 - 1) | 26e (pen.) Comfort Yeboah |                      |  |
| 28 mai 2022 | Tirs au but 5 - 3         |                       |                           |                      |  |

## Statistiques
|    | Joueuse          | Club                 | Buts |
| -- | ---------------- | -------------------- | ---- |
| 1. | Princess Owusu   | Fabulous Ladies (en) | 15   |
| 2. | Ophelia Amponsah | Ampem Darkoa         | 12   |
| 2. | Sarah Nyarko     | Dreamz Ladies        | 12   |
| 4. | Veronica Appiah  | Hasaacas Ladies      | 10   |